# 声部
音楽にあって、声部（せいぶ）またはパートとは、複数の演奏者が同時に演奏するとき、同じ音の動きをする集団の演奏者、またはひとりの演奏者、を言う。一般にはパートの語を使い、声部の語はより理論的、概念的なときに使うことが多い。楽譜を使う演奏の場合には、同一のパートは同一の音符を演奏することになる。
また、より概念的に、例えばひとりで複数の音を出すときに、複数の演奏者による演奏に見立てて、それぞれの音の動きを声部またはパートと呼ぶことがある。

## 外声と内声
複数の声部が同時に演奏するとき、最も高い音を担当する声部と、最も低い音を担当する声部とを合わせて外声（がいせい）という。外声以外の声を内声（ないせい）という。
たとえば混声四部合唱では、ソプラノとバスが外声で、アルトとテノールが内声に当たる。